# لیکس، آلاسکا
لیکس (به انگلیسی: Lakes) شهری در بخش ماتانوسکا-سوسیتنا ایالت آلاسکا است که جمعیت آن در سرشماری سال ۲۰۰۰ میلادی ۶۷۰۶ نفر بوده‌است.